# Sonja Veselinović
Sonja Veselinović (serbisch-kyrillisch: Соња Веселиновић; * 9. Dezember 1981 in Novi Sad, Jugoslawien) ist eine serbische Literaturwissenschaftlerin und Schriftstellerin.

## Biografie
Sonja Veselinović studierte komparatistische Literaturwissenschaft an der Philosophischen Fakultät der Universität Novi Sad, graduierte 2009 zum Magister und promovierte 2014 zum Doktor der Philosophie. Sie ist seit 2016 Assistenz-Professorin für Literaturwissenschaft an der Philosophischen Fakultät der Universität Novi Sad. Unter ihren  zahlreichen literaturwissenschaftlichen Studien und Aufsätzen zur serbischen Literatur im Spiegel der Weltliteratur finden sich unter anderem Arbeiten zu Georg Trakl und Gottfried Benn im Kontext des Werkes von Miloš Crnjanski, und ihre Studie Streifzüge durch Danilo Kišs narrativen Garten (Die Kindsperspektive im Roman „Garten, Asche“ von Danilo Kiš) ist 2013 im ersten Band der Schriftenreihe Grazer Studien zur Slawistik der Universität Graz veröffentlicht worden. Sie ist Übersetzerin einiger Werke von John Ashbery, Jean Giraudoux, Milan Kundera und Jacques Rancière in die serbische Sprache. Neben ihrer akademischen Beschäftigung mit Literatur entfaltete Veselinović eine persönliche und kreative Auseinandersetzung mit Schreiben als künstlerische Ausdrucksform, die sie  mit ihrem ersten  Manuskript Poema preko (Gedicht darüber) verwirklichte. Sie wurde für diese schriftstellerische Arbeit 2007 beim Festival junger Autoren des Hauses der Jugend (Dom omladine) in Zaječar mit dem ersten Preis ausgezeichnet und das Manuskript erschien ein Jahr später als Buchausgabe. Sie erhielt 2014 für ihr zweites Prosawerk Krosfejd (Crossfade) den renommierten Isidora-Sekulić-Preis 2013.
Das Belgrader Goethe-Institut wählte sie für die Teilnahme an dem von der Allianz Kulturstiftung in Zusammenarbeit mit dem Literarischen Colloquium Berlin geförderten und organisierten European Borderlands Festival – Belgrad und Pécs 2010 aus. Beim Festival wurde ein Auszug aus Poema preko erstmals in deutscher und ungarischer Übersetzung vorgestellt. Ein Jahr zuvor war sie Teilnehmerin der Tage der deutschen Kultur in Novi Sad 2009 bei einer Lesung von Denny Rosenthal. Auf Einladung des Ausschusses für Kultur und Medien des Bundestages war sie Gast bei der Leipziger Buchmesse 2011. Im November 2018 hielt sie eine Gastvorlesung über die Schwarze Welle an der Martin-Luther-Universität Halle-Wittenberg in englischer Sprache.
Noch während ihres Studiums begann sie 2007 in der Redaktion der Literaturzeitschrift Polja des Kulturzentrums Novi Sad mitzuarbeiten, der sie bis heute angehört. Anfang des Jahres 2020 ist erstmals eine deutschsprachige Ausgabe der Literaturzeitschrift mit Texten zeitgenössischer serbischer Autoren zu einem Symposium von EU-Art-Network herausgegeben worden. Diese Sonderausgabe Nr. 521/LXV enthält die drei Gedichte Fremdes Aschenputtel, Das Kabinettgedicht und Mit einem Atemzug von Sonja Veselinović.

## Werke (Auswahl)
- Poema preko (Gedicht darüber), Dom omladine, Zaječar 2008, ISBN 978-86-905459-4-0.
- Prevodilačka poetika Ivana V. Lalića (Übersetzungspoetik von Ivan V. Lalić), Akademska knjiga, Novi Sad 2012, ISBN 978-86-6263-001-8.
- Krosfejd, Kulturni centar Novog Sada, Novi Sad 2013, ISBN 978-86-7931-310-2.
- Kind und Jugendlicher in der Literatur und im Film Bosniens, Kroatiens und Serbiens, hrsg. von Renate Hansen-Kokoruš & Elena Popovska, Band 1 der Grazer Studien zur Slawistik, Kovač Verlag, Hamburg 2013, ISBN 978-3-8300-6789-4.
- Recepcija, kanon, ciljna kultura : slika modernog angloameričkog pesništva u savremenoj srpskoj književnosti (Rezeption, Kanon, Zielkultur: Bild der modernen anglo-amerikanischen Poesie in der zeitgenössischen serbischen Literatur), Akademska knjiga, Novi Sad 2018, ISBN 978-86-6263-189-3.[11]